# Abdel Fattah al-Burhan
Abdel Fattah Abdelrahman al-Burhan (àrab: عبد الفتاح البرهان عبد الرحمن, ʿAbd al-Fattāḥ al-BurhānʿAbd ar-Raḥmān) (Kundato, Sudan, 11 de juliol de 1960) és un militar i polític sudanès. Des de l'agost del 2019 és el cap d'estat del Sudan com a president, primer, del Consell de Transició Nacional i, després, del Consell Sobirà del Sudan. L'octubre de 2021 va liderar un cop d'estat que va deposar el primer ministre Abdalla Hamdok.

## Biografia
Va néixer l'11 de juliol de 1960 a Kundato, a prop de Khartum, en el si d'una família religiosa. Va estudiar en una universitat militar sudanesa. Té una dona i tres fills.
Després de graduar-se de l'Acadèmia Militar, Al-Burhan va treballar a Khartum com a membre de l'exèrcit sudanès, i va participar en la guerra del Darfur i en la Segona Guerra Civil sudanesa al Sudan del Sud i altres regions. Més tard va viatjar a Egipte i després a Jordània per rebre cursos de formació en el seu camp militar fins que el 2018 va ser nomenat comandant de les forces terrestres de l'exèrcit.

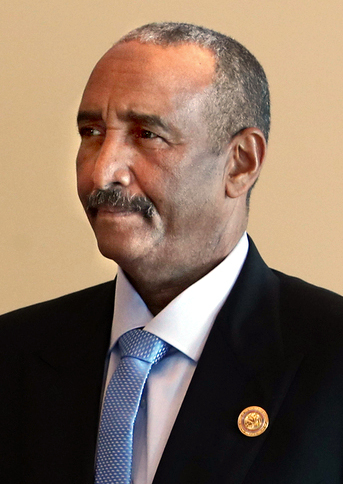
Abdel Fattah al-Burham l'octubre del 2019.

Al-Burhan ha gaudit d'ascensos al llarg de la seva carrera professional, ja que va començar com a soldat amb les forces de guàrdia fronterera i més tard es va convertir en comandant d'aquesta força. Posteriorment va ocupar el càrrec d'adjunt en cap de personal de les operacions de les forces terrestres i després el de cap de personal de l'exèrcit sudanès al febrer de 2018, abans d'esdevenir inspector general de l'exèrcit el 2019. El 26 de febrer de 2019, durant les protestes massives que van arrasar el país i van exigir la caiguda del règim d'Omar al-Baixir, Al-Burhan va ser elevat al rang de tinent general.

## Carrera política

### Presidència del Consell Militar de Transició
El 12 d'abril de 2019, va succeir a Ahmed Awad Ibn Auf al capdavant del Consell Militar de Transició creat després de l'enderrocament d'Omar el-Beixir. A diferència del seu predecessor, no es considerava un “pilar” del règim i no tenia cap vincle conegut amb el Moviment Islàmic.
El 20 d'agost de 2019, un mes després d'un acord entre l'ALC i els colpistes, es va formar un Consell Sobirà d'onze membres encapçalat per al-Burhan que va durar 21 mesos. Burhan estava previst inicialment per dirigir el Consell fins al maig de 20218.

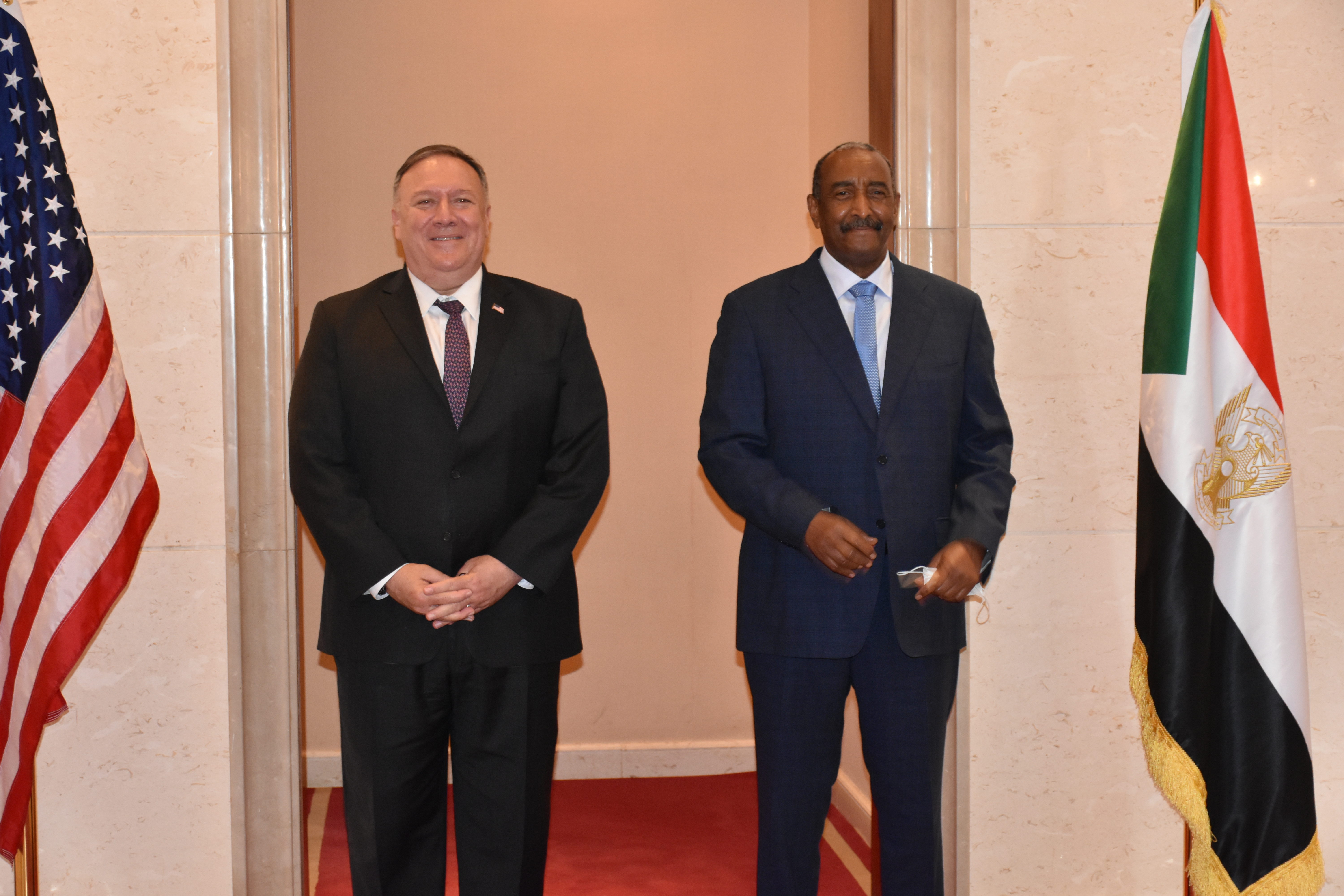
Al-Burham amb el Secretari d'Estat nord-americà Mike Pompeo l'agost de 2020.

El 3 d'octubre de 2020 es va signar un acord de pau entre el govern de transició i diversos grups rebels, i estaven previstes eleccions per al 2024. Burhan havia de cedir la presidència del Consell de Sobirania a un civil el 17 de novembre de 2021.

### Massacre de Khartum
A principis de juny de 2019, després de les visites d'al-Burhan i Dagalo als líders egipcis, dels Emirats Àrabs Units i saudites, les forces de seguretat sudaneses i les forces de suport ràpid, incloses les milícies Janjaweed, dirigides per al-Burhan i el seu adjunt, van reprimir les protestes pacífiques al Sudan, començant amb la massacre de Khartum el 3 de juny. Desenes de manifestants van ser assassinats i uns quaranta cossos van ser llençats al riu Nil, centenars van ser torturats i violats als carrers de Khartum.
Aleshores es van cancel·lar les converses d'Al-Burhan amb l'oposició per formar un govern combinat. Durant els dies següents, el TMC va arrestar diversos dels líders de l'oposició.
Iyad el-Baghdadi va interpretar que la presa de decisions del Consell de Transsició Nacional sota el lideratge d'al-Burhan estava fortament influenciada pel context general dels líders saudites, dels Emirats Àrabs Units i egipcis que tenien por als moviments democràtics. Mahmoud Elmutasim, un activista polític i doctor que es va graduar a la Universitat de Khartum, va afirmar en el mateix sentit que l'Aràbia Saudita i els Emirats Àrabs Units s'oposaven a l'existència de democràcies a l'Orient Mitjà, ja que si "la idea de la mateixa democràcia arribés a arrelar mai, o es generalitzés a l'Orient Mitjà", llavors constituiria una amenaça per als sistemes governamentals saudites i els dels Emirats Àrabs Units.

### Tancament d'Internet

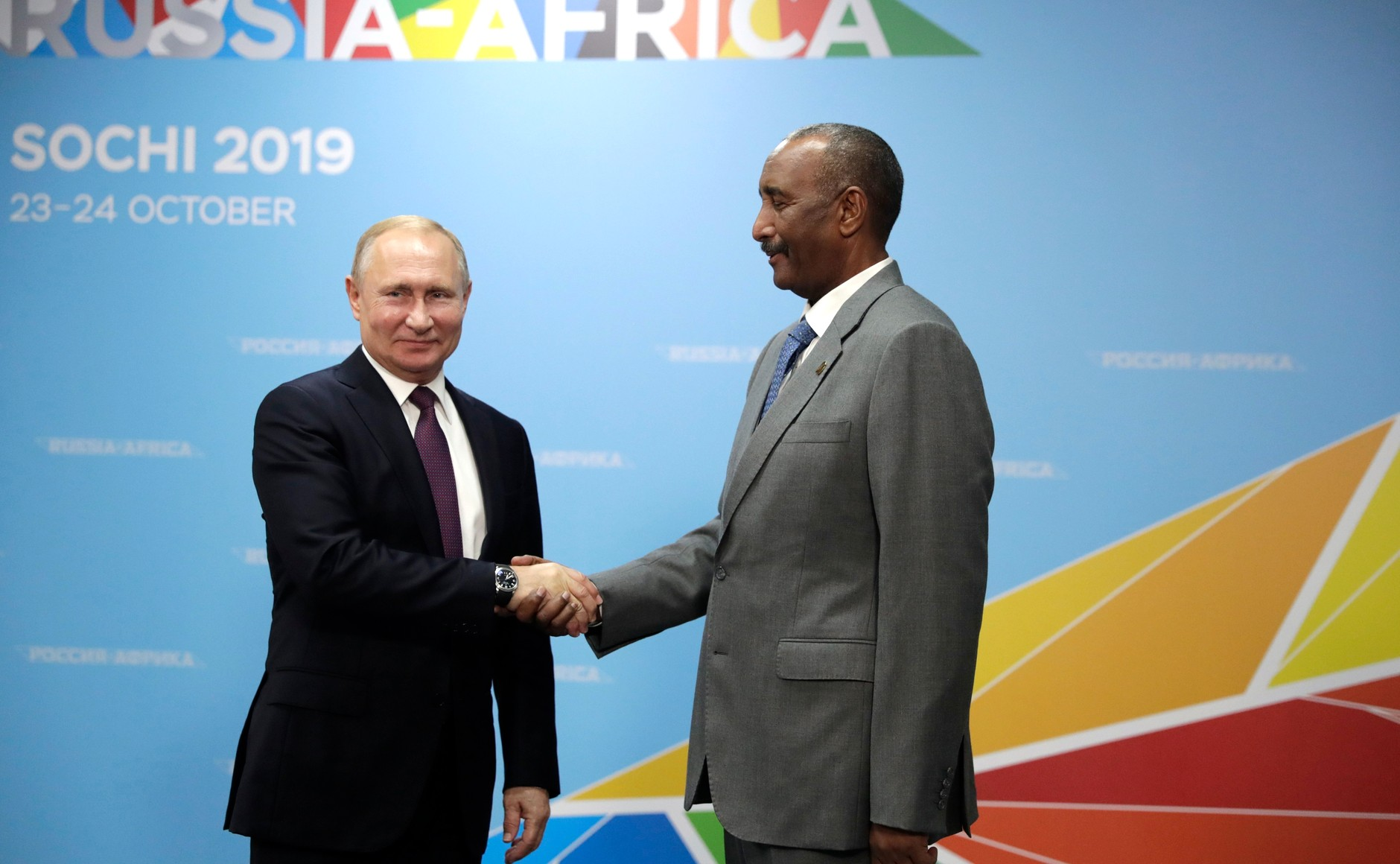
El president rus Vladimir Putin amb Al-Burham l'octubre del 2019.

Diverses organitzacions pels drets humans, inclosa Human Rights Watch (HRW) van condemnar el Consell de Transsició Nacional liderat per Burhan per tancar Internet. Un portaveu del govern, Shamseldin Kabbashi, va declarar que Internet seria tancat durant molt de temps perquè representava una amenaça per a la seguretat nacional. La mesura va ser descrita per HRW com a una "violació greu dels drets humans". Els mitjans internacionals ho van veure com a un signe de dictadura i van condemnar l'acte. Molts creuen que va ser un intent d'amagar el que la milícia aliada d'Al-Burhan, coneguda amb el nom de Janjaweed, estava fent a Khartum i de retardar la càrrega de proves per les violacions que es van produir el 3 de juny de 2019 i els dies següents.

### Cop d'estat del 2021
Durant l'octubre de 2021 es van intensificar les tensions entre els representants de la societat civil i els representants de l'exèrcit dins del govern de transició. El dia 25, l'exèrcit va arrestar el primer ministre Abdallah Hamdok i la majoria dels ministres i membres civils del Consell Sobirà del Sudan. El general Burhan va declarar l'estat d'excepció i tallar Internet, mentre es reprimiren les manifestacions a favor del poder civil.

### Guerra civil
El 15 d'abril de 2023 va començar una guerra civil durant el Ramadà entre les dues faccions rivals del govern militar del Sudan, les Forces Armades Sudaneses (SAF) sota Abdel Fattah al-Burhan, i les paramilitars Forces de Suport Ràpid de Mohamed Hamdan Dagalo Hemedti. Els combats s'han concentrat al voltant de la capital Khartum i la regió del Darfur.
El 30 de juliol de 2024 va ser atacat amb drons en una cerimònia de graduació militar a Jubayt, i va sobreviure.